# Solace
Solace (bra: Presságios de um Crime; prt: Solace: Premonições) é um filme de suspense americano dirigido por Afonso Poyart, lançado em 2015. É escrito por Ted Griffin, Peter Morgan e Sean Bailey. O filme é estrelado por Anthony Hopkins, Colin Farrell, Jeffrey Dean Morgan, Abbie Cornish, Matt Gerald, Kenny Johnson e Sharon Lawrence.

## Premissa
John Clancy (Anthony Hopkins) é um médico psíquico que trabalha com um agente especial do FBI (Jeffrey Dean Morgan) em busca de um assassino em série (Colin Farrell).

## Elenco
- Anthony Hopkins como John Clancy
- Colin Farrell como Charles Ambrose
- Jeffrey Dean Morgan como Agente Joe Merriwether
- Abbie Cornish como Agente Katherine Cowles
- Jordan Woods-Robinson como Jeffrey Oldfield
- Marley Shelton como Laura Merriwether
- Xander Berkeley como Sr. Ellis
- Kenny Johnson como David Raymond
- Janine Turner como Elizabeth Clancy
- Sharon Lawrence como Sra. Ellis
- Jose Pablo Cantillo como Sawyer
- Matt Gerald como Sloman
- Autumn Dial como Emma Clancy
- Joshua Close como Linus Harp
- Luisa Moraes como Victoria Raymond

## Produção
"O filme tem uma influência de Se7en e Silêncio dos Inocentes, mas tentei fugir do gênero. Não acho que Solace é um filme de serial killer, isso é só sua camada exterior. No fundo o filme é muito mais que isso, fala sobre vida e morte, e levanta alguns interessantes dilemas morais."

—Poyart falando sobre o gênero do filme.
Em 10 de maio de 2012, foi anunciado que o diretor brasileiro Afonso Poyart foi contratado para dirigir. Poyart havia recentemente estreado seu primeiro longa títulado por 2 Coelhos, que trouxe interesse a alguns agentes de Los Angeles em representá-lo como diretor para o mercado internacional. Após assinar com o manager Brent Travers e com a UTA (United Talent Agency), Poyart leu mais de 70 roteiros de filmes até chegar a escolha de Solace como seu primeiro trabalho em Hollywood.
Poyart comparou o filme com a ficção científica A Origem, de Christopher Nolan. "[Os produtores] Acharam que minha pegada visual tinha tudo a ver com o perfil do personagem de Anthony Hopkins, que é clarividente. Há algo de A Origem [no filme]", disse o diretor, que também comparou Solace com seu primeiro filme. "2 Coelhos é muito focado no visual, mas não deixa de se preocupar com o roteiro. Solace também. É um filme muito emocional. E também precisava de um visual forte. Se não, corria o risco de ter uma cara anos 80", completou.
As filmagens começaram na última semana de maio de 2013, em Atlanta, Georgia.

## Lançamento
O filme estreou na Turquia em 24 de abril de 2015, antes de receber uma exibição no Festival Internacional de Cinema de Toronto, em 9 de setembro de 2015. O filme foi originalmente programado para ser lançado em 2 de setembro de 2016, pela Relativity Media. Em outubro de 2016, a Lionsgate Premiere adquiriu os direitos do filme nos Estados Unidos e definiu o lançamento para 16 de dezembro de 2016.

## Recepção
No agregador de críticas Rotten Tomatoes, o filme tem uma avaliação de 25% com base em 51 resenhas e uma pontuação média de 4,18/10. O consenso do site diz: “Solace possui um elenco talentoso e uma premissa um tanto intrigante, mas eles são superados por uma história árdua que oscila entre clichês cansados e reviravoltas ridículas.” No Metacritic, o filme tem uma pontuação média ponderada de 36% com base nas críticas de 12 críticos, indicando “críticas geralmente desfavoráveis”.
Peter Debruge, da Variety, chamou-o de “suspense de serial killer cafona, mas inteligente”, cujo elenco faz o filme funcionar. Bernard Besserglik, do The Hollywood Reporter, escreveu que o filme não é tão bom quanto sua inspiração, mas a química entre Hopkins e Farrell faz com que valha a pena ser exibido nos cinemas, apesar da reputação do filme de ter uma produção problemática.
Peter Bradshaw, do The Guardian, escreveu: “Este pode ser um daqueles casos raros e aterrorizantes de serial killer em que o culpado psicótico aparentemente pretende entediar e envergonhar a todos até a morte com má atuação.” Tim Robey, do The Telegraph, chama o filme de falha de ignição e culpa o diretor Afonso Poyart e sua edição e zoom incomuns.